# Lista de prêmios e indicações recebidos por Hasta que el dinero nos separe
Aqui são listados os prêmios e indicações recebidos por Hasta que el dinero nos separe, uma telenovela mexicana produzida pela Televisa e exibida pelo Canal de las Estrellas. Escrita e dirigida por Emilio Larrosa, é inspirada na obra colombiana Hasta que la plata nos separe, redigida por Fernando Gaitán. A trama teve sua exibição entre 29 de junho de 2009 e 16 de maio de 2010, substituindo Un gancho al corazón e sendo substituída por Llena de amor.
Itatí Cantoral e Pedro Fernández interpretam as personagens principais — Alejandra Álvarez e Rafael Medina —, numa trama que narra a ganância de Marco e Vicky, capazes de romper a ética para conquistar a riqueza. Na versão colombiana, as personagens principais foram vividas por Marcela Carvajal e Victor Hugo Cabrera. Luz Elena González, Víctor Noriega, Frances Ondiviela, Carlos Cámara, Sergio Corona, Rodrigo Vidal, Harry Geithner, Carlos Bonavides, Diana Golden e Fabiola Campomanes interpretam os demais papeis principais da história.

## Prêmios

### PrêmioTVyNovelas
TVyNovelas é uma condecoração anual produzida pela Televisa e pela revista TVyNovelas, na qual são premiadas as figuras de maior destaque da televisão mexicana. Realizado desde 1983, é considerado o prêmio mais importante desse meio.
Referente ao ano da exibição da telenovela, 2009, Hasta que el dinero nos separe foi a produção que conseguiu vitória nas três categorias principais: "melhor telenovela", "melhor ator protagonista" e "melhor atriz protagonista". Além disso, Carmen Salinas, Malillany Marín, Emilio Larrosa, Luis Monroy e Pedro Fernández foram indicados em outras cinco categorias.
| Prêmio            | Categoria                    | Indicação       | Resultado |
| ----------------- | ---------------------------- | --------------- | --------- |
| Prêmio TVyNovelas | Melhor telenovela            | Emilio Larrosa  | Venceu    |
| Prêmio TVyNovelas | Melhor atriz protagonista    | Itatí Cantoral  | Venceu    |
| Prêmio TVyNovelas | Melhor ator protagonista     | Pedro Fernández | Venceu    |
| Prêmio TVyNovelas | Melhor atriz principal       | Carmen Salinas  | Indicado  |
| Prêmio TVyNovelas | Revelação feminina           | Malillany Marín | Indicado  |
| Prêmio TVyNovelas | Melhor história ou adaptação | Emilio Larrosa  | Indicado  |
| Prêmio TVyNovelas | Melhor direção de câmera     | Luis Monroy     | Indicado  |
| Prêmio TVyNovelas | Melhor tema musical          | Pedro Fernández | Indicado  |

### PrêmioPeople en Español
A premiação People en Español é realizada anualmente pela revista homônima. Em 2010, aconteceu, nos Estados Unidos, a 2ª edição do evento.
Larrosa conquistou o prêmio de melhor telenovela, derrotando Soy tu dueña, Mi pecado, Sortilegio, ¿Dónde está Elisa? e El clon. Itatí Cantoral e Pedro Fernández também conseguiram a condecoração nas categorias de "melhor atriz" e "melhor par romântico". Todavia, as indicações de "melhor história ou adaptação", "melhor ator" e "revelação do ano" não obtiveram sucesso.
| Prêmio            | Categoria                    | Indicação                      | Resultado |
| ----------------- | ---------------------------- | ------------------------------ | --------- |
| People en Español | Melhor telenovela            | Emilio Larrosa                 | Venceu    |
| People en Español | Melhor história ou adaptação | Emilio Larrosa                 | Indicado  |
| People en Español | Melhor atriz                 | Itatí Cantoral                 | Venceu    |
| People en Español | Melhor ator                  | Pedro Fernández                | Indicado  |
| People en Español | Revelação do ano             | Luz Elena González             | Indicado  |
| People en Español | Melhor par romãntico         | Itatí Cantoral Pedro Fernández | Venceu    |

### PrêmioBravo
O prêmio Bravo, criado em 1991 por Silvia Pinal, homenageia anualmente artistas de telenovelas mexicanas. Itatí Cantoral e Malillany Marín foram as únicas indicadas e conseguiram vencer nas categorias "melhor atriz protagonista" e "revelação feminina", respectivamente.
| Prêmio | Categoria                 | Indicação       | Resultado |
| ------ | ------------------------- | --------------- | --------- |
| Bravo  | Melhor atriz protagonista | Itatí Cantoral  | Venceu    |
| Bravo  | Revelação feminina        | Malillany Marín | Venceu    |